# Tonkham Phonchanhueang
Tonkham Phonchanhueang (tiếng Lào: ຕົ້ນ ຄຳ ພົນ ຈັນ ເຮືອງ; sinh ngày 13 tháng 10 năm 1995) là một người mẫu, hoa hậu và nữ diễn viên người Lào. Năm 2017, cô tham gia cuộc thi Hoa hậu Hoàn vũ Lào 2017, cô đạt được danh hiệu Hoa hậu Thế giới Lào 2017 và là đại diện của Lào đầu tiên tham dự Hoa hậu Thế giới 2017 nhưng không đạt thành tích gì. Năm 2021, cô trở lại cuộc thi Hoa hậu Hoàn vũ Lào 2021 và cô đã đăng quang ngôi vị cao nhất, cô sẽ đại diện Lào tại Hoa hậu Hoàn vũ 2021.

## Sự nghiệp

### Hoa hậu Hoàn vũ Lào 2017
Cô lần đầu tham dự cuộc thi sắc đẹp tại Hoa hậu Hoàn vũ Lào 2017 và cũng là phiên bản Hoa hậu Hoàn vũ đầu tiên của Lào. Sau các vòng thi, cô đã đăng quang ngôi vị Hoa hậu Thế giới Lào 2017 vào đêm chung kết của cuộc thi được tổ chức tại Hội trường văn hóa Quốc gia Lào, còn ngôi vị Hoa hậu Hoàn vũ Lào 2017 thuộc về Souphaphone Somvichith. Cô là đại diện Lào đầu tiên tham dự Hoa hậu Thế giới.

### Hoa hậu Thế giới 2017
Với cương vị là Hoa hậu Thế giới Lào 2017, cô lên đường sang Trung Quốc tham dự Hoa hậu Thế giới 2017 nhưng không đạt thành tích gì.

### Hoa hậu Hoàn vũ Lào 2021
Sau bốn năm, cô trở lại cuộc thi Hoa hậu Hoàn vũ Lào 2021. Vào đêm chung kết, cô đã xuất sắc đăng quang cuộc thi và trở thành đại diện thứ 4 của Lào tham dự Hoa hậu Hoàn vũ 2021 được tổ chức tại Eilat, Israel.